# 재러드 브랜스웨이트
재러드 폴 브랜스웨이트 (Jarrad Paul Branthwaite, 2002년 6월 27일 ~ )는 잉글랜드의 축구 선수이며, 에버턴에서 센터백으로 뛰고 있다.